# Echinarachniidae
Famille
Les Echinarachniidae sont une famille d'oursins plats (clypéastéroïdes). Les clypéastéroïdes sont appelés en anglais sand dollar (dollars des sables) du fait de leur ressemblance avec une pièce (plats et ronds).

## Description et caractéristiques
Ce sont des oursins plats d'allure caractéristique, de forme discoïdale et couverts de petites radioles formant un tapis velouté.
Les contreforts internes prennent la forme de patches étoilés aux ambulacres, et de barres adradiales aux interambulacres.
Le disque basicoronal est pentastellé, avec des éléments interambulacraires étirés.
Le périprocte est supramarginal à oral.
Les sillons nourriciers sont formés d'un tronc perradial qui s'étend aux deuxièmes plaques basicoronales, après quoi il peut se ramifier.

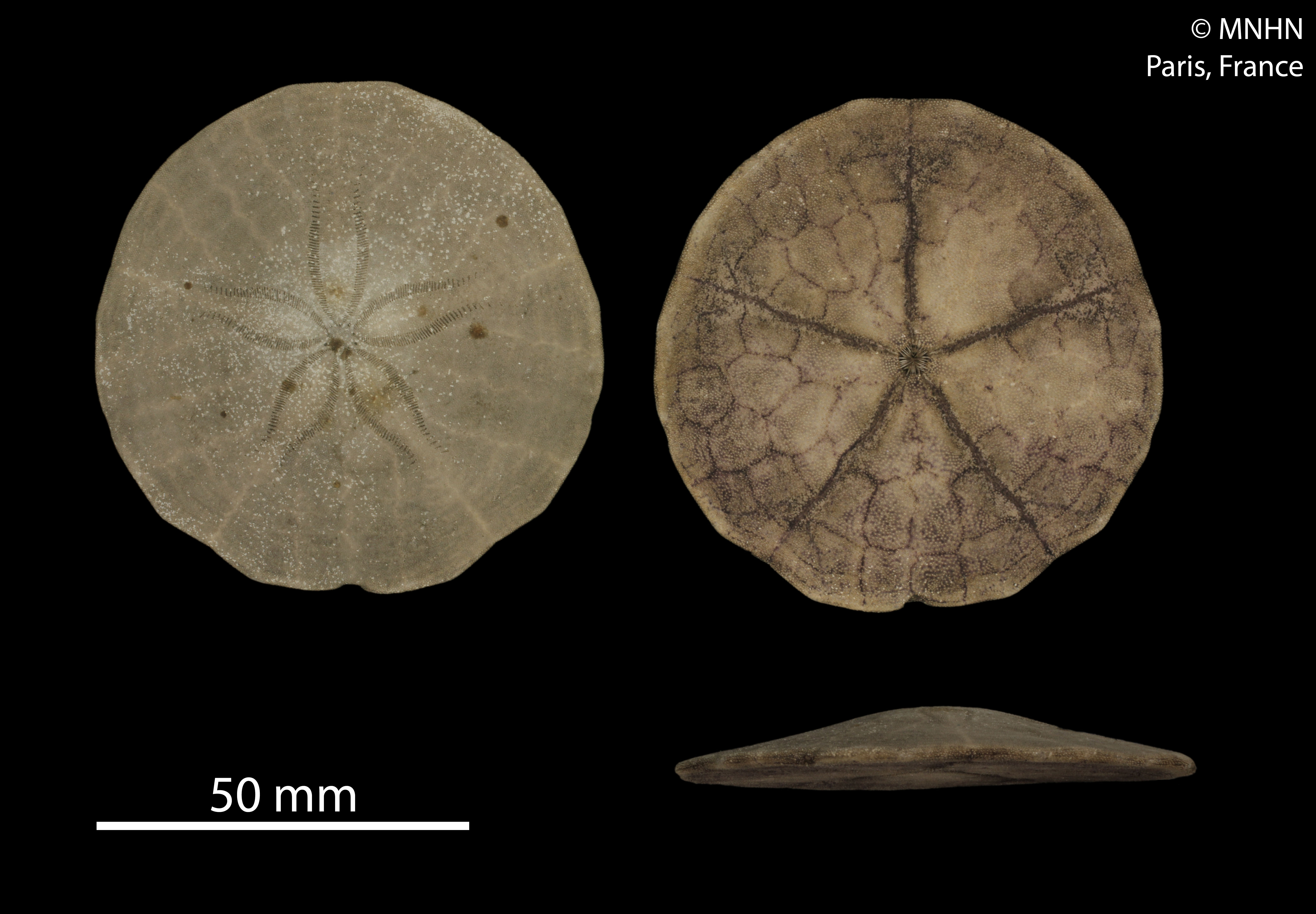
Test dEchinarachnius parma.

Cette famille est apparue au Miocène, et on la retrouve principalement dans le Pacifique nord et dans l'Atlantique nord-est.

## Liste des genres
Selon World Register of Marine Species (24 avril 2014) :
- genre Astrodapsis Conrad, 1856 †
- genre Echinarachnius Gray, 1825 (2 espèces actuelles)
- genre Faassia Shmidt, in Shmidt & Sinyelnikova, 1971 †
- genre Proescutella Pomel, 1883 †
- genre Pseudastrodapsis Durham, 1953b †
- genre Scutellaster Cragin, 1895 †
- genre Vaquerosella Durham, 1955 †